# Ана-Марија Црногорчевић
Ана-Марија Црногорчевић (Штефизбург, 3. октобар 1990) швајцарска је фудбалерка која игра на позицији крила и десног бека. Тренутно наступа за Сијетл рејн и за репрезентацију Швајцарске.
За репрезентацију Швајцарске држи рекорд по броју наступа и по броју голова. Њени родитељи су Хрвати пореклом из Руме. Сматра се једном од најталентованијих фудбалерки Швајцарске.